# フラージャコー
フラー・ジャコー（Furrer-Jacot）はスイスのジュエリーのメーカーおよびブランドである。

## 歴史
1858年、金細工師シャン・ジャック・アルベンツにより、ドイツ国境に程近いライン川の要所として知られるスイスのシャフハウゼンにアトリエを備えた宝飾店を始める。1943年、アルベンツ一族が3代に渡り経営してきた宝飾事業は、一家の古い友人であるフリッツ・フラーが引き継ぐ形となる。そのフラーがルシェンヌ・ジャコーと結婚してからは会社名をフラー・ジャコーと変更。1958年から各国に向けてジュエリーの輸出を開始。日本では60年代後半にスイスの商社によって初めて輸入された。

## ブランドの特徴
製造方法
一般的な鋳造ではなく、鍛造で作り上げていることが大きな特徴となる。原材料の金属素材に20トン以上の圧力をかけ、幾度も練り込む。その結果、金属内の隙間を無くし、密度を均一にさせることで硬度を高めている。鋳造に比べて歪みやキズがつきにくく、耐久性も高い。
スイスメイド
スイスはクオリティーにこだわる国として世界中に広く知られている。フラー・ジャコーのジュエリーは全て、スイスにある自社アトリエで一つ一つ丁寧に製作されている。スイスには主にドイツ語、フランス語、イタリア語の異なる文化圏が存在する国。ドイツのシャープなスタイル、フランスのエレガントで華やかなテイスト、イタリアのファッショナブルで大胆なフォルム、これらが調和された形でミックスされ、更にスイスのクオリティーに対するこだわりが融合したものがフラー・ジャコーのテイストと言える。
ゴールドスミス（貴金属細工師）
ヨーロッパでは様々な分野において、特別な資格を持つ職人が活躍している。ゴールドスミスの称号もその一つで、ジュエリーを作るために必要な知識と高度な技術を備えた者にのみ与えられる資格。これまでに多くのゴールドスミスを多数抱え、若い世代の職人の育成と宝飾加工技術の継承にも力を注いでいる。